# Glaucidium palmatum
Glaucidium palmatum ist die einzige Pflanzenart der Gattung Glaucidium und der Unterfamilie Glaucidioideae in der Familie der Hahnenfußgewächse (Ranunculaceae). Weil sie von allen anderen Mitgliedern dieser Familie stärker abweicht, wird sie von manchen Autoren auch in eine eigene Familie, die Glaucidiaceae gestellt.

## Merkmale
Glaucidium palmatum ist eine ausdauernde krautige Pflanze, die Wuchshöhen von 20 bis 40 Zentimeter erreicht. Sie bildet ein Rhizom aus. Der Stängel trägt zwei Blätter und eine endständige Blüte. Die Grundblätter sind handförmig gelappt bis gespalten, haben einen mehr oder weniger kreisförmigen Umriss und eine am Grund herzförmige Spreite. Ihre Blattstiele sind 10 bis 15 Zentimeter lang. 

Glaucidium palmatum

Die Blüten besitzen einen Durchmesser von 5 bis 10 Zentimeter. Die Blütenhülle ist einfach. Die vier Blütenhüllblätter sind hell blaupurpurn gefärbt, selten auch weiß. Die zwei Fruchtblätter sind am Grund miteinander verwachsen, vielsamig und zur Fruchtzeit balgartig.
Die Blütezeit reicht von April bis Mai.
Die Chromosomenzahl beträgt 2n = 20.

## Vorkommen
Glaucidium palmatum kommt in Japan auf Hokkaidō sowie auf Nord- und Mittel-Honshū in Bergwäldern vor.

## Systematik
Da Glaucidium palmatum sich zytologisch, embryologisch, biochemisch sowie bei der Art der Entstehung der Staubblätter und der Art wie sich die Früchtchen öffnen von anderen Arten der Hahnenfußgewächse unterscheidet, wird diese Art manchmal in eine eigene monotypische Familie Glaucidiaceae gestellt. Nach genetischen Daten ist die Gattung Schwestergruppe aller anderen rezenten Hahnenfußgewächse zusammengenommen.

## Nutzung
Glaucidium palmatum wird selten als Zierpflanze für Gehölzgruppen genutzt. Die Sorte 'Alba' hat weiße Blüten.